# Jewelry (早見沙織の曲)
「Jewelry」（ジュエリー）は、早見沙織の4枚目のシングル。2018年3月28日に、ワーナー・ブラザース・ホームエンターテイメントより発売された。
表題曲の作詞・作曲は早見自身が行った。テレビアニメ『カードキャプターさくら クリアカード編』のエンディングテーマ。
販売形態は通常盤（1000705357）・アーティスト盤（1000705356）の2種。アーティスト盤には表題曲のMVを収録したDVDが同梱されている。

## シングル収録内容
| 全作詞・作曲: 早見沙織。 |                           |           |            |          |      |
| #                        | タイトル                  | 作詞      | 作曲・編曲 | 編曲     | 時間 |
| 1.                       | 「Jewelry」               | 早見沙織  | 早見沙織   | 倉内達矢 | 4:38 |
| 2.                       | 「琥珀糖」                | 早見沙織  | 早見沙織   | 矢吹香那 | 4:10 |
| 3.                       | 「Jewelry」(TV EDIT)      | 早見沙織  | 早見沙織   |          | 1:33 |
| 4.                       | 「Jewelry」(Instrumental) | 早見沙織  | 早見沙織   |          | 4:34 |
| 合計時間:                | 合計時間:                 | 合計時間: | 14:55      |          |      |

| #  | タイトル                 | 作詞 | 作曲・編曲 |
| -- | ------------------------ | ---- | ---------- |
| 1. | 「Jewelry」(Music Video) |      |            |